# オオエライジン
オオエライジン（2008年5月1日 - 2014年6月25日）は、日本の競走馬。
兵庫県競馬生え抜きの競走馬として、デビューから連戦連勝で大井・黒潮盃等を制する活躍を見せる。南関東への移籍後は鼻出血で1戦も出来ず兵庫に戻り、最期は帝王賞の競走中に故障、予後不良となった。
2011年NARグランプリ3歳最優秀牡馬。半妹エンジェルツイート（2011年NARグランプリ2歳最優秀牝馬）とダブル受賞となった。

## 来歴
2008年5月1日、北海道・浦河の伏木田牧場で生まれる。最終的に購入に踏み切ることになる園田競馬場・橋本忠男調教師が初めてオオエライジンを目にした時は1歳の10月で、「これ、競走馬になるかなと…コロッとはしてるけど線が細い、すぐに飛びつきたくなるという印象はなかったですね」「トモの運びも力がなくて、言ってみたら人が酔っぱらって歩くようなね、そんな感じの馬でした」と言う印象の非力な幼駒であった。牧場専務の伏木田修のライジン評も「遅生まれで、牧場にいた頃は体が小さくて硬いし、首は細くてキリンみたいでした。1勝できたらいい方かなと思っていました」程度のトーンであったが、冬を越す間にめきめきと力強さを発揮しはじめる。2010年北海道トレーニングセールでの公開調教の動きが決め手となり、546万円で川根幸晴オーナーに購入され、橋本忠男厩舎に入厩する。
2010年8月3日、JRA認定競走の新馬戦で大山真吾を鞍上に9馬身差のデビュー勝ちを収める。2戦目から木村健が主戦となり、デビュー3戦目の兵庫若駒賞を勝利し無敗の重賞制覇を果たした。続く平場戦は出走取り消しとなったことが響き、年末の園田ジュニアカップでは1番人気を譲るが難なく逃げ切り、4戦4勝で2歳シーズンを終えた。
翌2011年、始動戦の園田ユースカップは単勝1.2倍の圧倒的支持を受け楽勝で重賞3勝目。続く3歳オープン戦も1.1倍の人気に応えて勝利するが、骨膜炎で菊水賞や兵庫チャンピオンシップには出走できなかった。
ライジン不在の兵庫3歳クラシック路線を牽引したのが、兵庫若駒賞で1馬身差の2着に敗れたホクセツサンデーである。菊水賞を制し1冠目のクラシックタイトルを獲得したサンデーは、ダートグレード競走である2冠目の兵庫チャンピオンシップで木村を背にエーシンブランから6馬身差の2着に入線。出遅れや除外で波乱含みとなった レースの中で、中央馬を含めた3着以下には5馬身の差をつけた。
迎えた6月9日の兵庫ダービー、他の有力馬が2頭を嫌って回避し8頭と小頭数のレースとなり、ホクセツサンデーが1.7倍の1番人気、ぶっつけ本番となったオオエライジンが1.9倍2番人気、馬単の人気順ではオオエライジンが優勢と完全なマッチレースと目された。前走この2頭共に騎乗した木村はオオエライジンをパートナーに選び、ホクセツサンデーの手綱は菊水賞を共に制した川原正一が取った。レースでは2番枠から好スタートを切ったライジンがハナを難なく主張し、サンデーもホームストレッチでライジンを射程に入れる2番手につけた。2周目向正面では2頭が後続を大きく引き離すデッドヒートを繰り広げたが、追いどおしのサンデーに対して楽な手応えのライジンが直線みるみる差を広げ、最後は7馬身引き離すレースレコードタイムでの大勝を収めた。無敗の兵庫ダービー馬は史上初、また前年のダービー馬メイレディと共に、2年連続で兵庫若駒賞勝ち馬のダービー馬となった。
8月16日には大井に遠征し初ナイターに戸惑うところがありながら、黒潮盃に勝利する。次いで岐阜金賞にも遠征し他場の重賞を連勝。11月24日スポニチなにわ賞でデビューから無敗の10連勝を達成した。暮れの兵庫ゴールドトロフィーは地元ファンの注目を一身に浴びての出走となり、4コーナーでは先頭に立つ場面もあったが3着で11連勝を逃した。なお、敗れた相手はこの年JBCスプリント1・2着馬のスーニとセイクリムズン。一連の活躍が評価され、2011年NARグランプリ3歳最優秀牡馬を受賞した。
2012年初戦となった佐賀記念では1番人気に支持されるも、気性難の面を見せ直線で失速、こうした精神面を考慮され秋は東京盃（勝ったラブミーチャンから1秒差7着）やJBCスプリントなど短距離戦に使われた。12月の園田金盃は単勝1.1倍の断然人気に推されながら同期のニシノイーグルに敗れ、地元馬との対戦で初黒星を喫する。続く兵庫ゴールドトロフィー3着を最後に、斤量・条件等地元での適鞍が無いことから南関東への転出を目指し大井の井上弘之厩舎に移籍するが、調教中に鼻出血を発症して南関東所属時は一度も出走しなかった。翌2013年4月、所属厩舎を寺嶋正勝厩舎に変え兵庫県競馬に復帰する。
寺嶋厩舎への転入後、鼻出血の再発を防止するためレース間隔は40日以上空けられることになった。2013年10月25日の復帰初戦は手薄なメンバーながら単勝1.4倍の人気に応え勝利する。このレースから手綱を取った下原理は「これだけの馬なのでうちの厩舎に来るとなった時はびっくりしましたし、鼻出血のことが気がかりでした。でも、やっぱりすごい馬です」とレース後興奮気味に語った。続く園田金盃は1年半振りのホクセツサンデーとの直接対決、更に園田では3戦3勝の土付かずタイガースラムや姫山菊花賞を勝ったダイナミックグロウなど手強いメンバーが揃う中1.5倍の1番人気に支持される。ライジンはスタートこそ後手を踏んだが直線では持ったままでサンデーを抜き去り、最後はこれに2馬身半差をつけて勝利。ゴール後、サンデー騎乗の木村と「新旧主戦騎手」が馬上で手を取った。
2014年1月3日、川崎競馬場へ遠征し報知オールスターカップに出走。沿線火災により東海道新幹線が運休し、下原が川崎入り出来なくなる非常事態の中、ピンチヒッターに起用された張田京がアウトジェネラルとのまくり合いを見せ、ハナ差凌ぎ切り優勝。佐賀記念、名古屋大賞典では地方馬最先着し、兵庫大賞典優勝の後2012年以来2年振りに帝王賞に遠征する。陣営の思惑通りの1枠1番に入り、直線で外に持ち出そうとしたところで馬体に故障を発生し、そのまま競走を中止。左前球節部完全脱臼（予後不良）と診断され、安楽死の処置が取られた。

## 競走成績
以下の内容は、netkeiba.comに基づく。
| 競走日     | 競馬場 | 競走名             | 格     | 距離（馬場）  | 頭 数 | 枠 番 | 馬 番 | オッズ （人気） | 着順 | タイム （上り3F） | 着差 | 騎手      | 斤量 [kg] | 1着馬（2着馬）         | 馬体重 [kg] |
| ---------- | ------ | ------------------ | ------ | ------------- | ----- | ----- | ----- | --------------- | ---- | ----------------- | ---- | --------- | --------- | ---------------------- | ----------- |
| 2010.08.03 | 園田   | ファーストトライ   |        | ダ0820m（良） | 9     | 1     | 1     | 011.80（5人）   | 01着 | R0:50.0（36.0）   | -1.4 | 0大山真吾 | 54        | （レイクブルー）       | 477         |
| 0000.09.08 | 園田   | 2歳一組            |        | ダ1400m（稍） | 6     | 1     | 1     | 001.70（1人）   | 01着 | R1:33.0（39.5）   | -0.5 | 0木村健   | 54        | （マンボビーン）       | 486         |
| 0000.10.28 | 園田   | 兵庫若駒賞         | 重賞   | ダ1400m（重） | 10    | 4     | 4     | 003.20（1人）   | 01着 | R1:31.8（38.1）   | -0.2 | 0木村健   | 54        | （ホクセツサンデー）   | 482         |
| 0000.11.15 | 園田   | 2歳一組            |        | ダ1400m（良） | 11    | 4     | 4     |                 |      | 出走取消          |      | 0木村健   | 54        | グリーンアイズ         | 計不        |
| 0000.12.31 | 園田   | 園田ジュニアC      | 重賞   | ダ1700m（良） | 12    | 8     | 11    | 003.70（3人）   | 01着 | R1:53.0（37.4）   | -0.4 | 0木村健   | 54        | （グリーンアイズ）     | 490         |
| 2011.02.09 | 園田   | 園田ユースC        | 重賞   | ダ1400m（稍） | 10    | 7     | 7     | 001.20（1人）   | 01着 | R1:30.2（39.5）   | -0.5 | 0木村健   | 55        | （コアレスバトラー）   | 495         |
| 0000.03.09 | 園田   | 3歳AB              |        | ダ1400m（重） | 11    | 6     | 6     | 001.10（1人）   | 01着 | R1:29.1（36.9）   | -0.5 | 0木村健   | 56        | （ニシノイーグル）     | 490         |
| 0000.06.09 | 園田   | 兵庫ダービー       | 重賞   | ダ1870m（良） | 8     | 2     | 2     | 001.90（2人）   | 01着 | R1:58.6（39.0）   | -1.2 | 0木村健   | 55        | （ホクセツサンデー）   | 486         |
| 0000.07.19 | 園田   | あわ神誕生記念特別 | A2     | ダ1400m（不） | 8     | 3     | 3     |                 |      | 競走除外          |      | 0田中学   | 55        | オーシャンハンター     | 計不        |
| 0000.08.16 | 大井   | 黒潮盃             | SII    | ダ1800m（良） | 16    | 6     | 11    | 002.00（1人）   | 01着 | R1:51.9（37.9）   | -0.1 | 0木村健   | 57        | （リアライズブラボー） | 487         |
| 0000.10.14 | 笠松   | 岐阜金賞           | SPI    | ダ1900m（良） | 10    | 8     | 9     | 001.00（1人）   | 01着 | R2:02.0（36.8）   | -0.1 | 0木村健   | 56        | （アムロ）             | 485         |
| 0000.11.24 | 園田   | スポニチなにわ賞   | A1     | ダ1700m（良） | 12    | 4     | 4     | 001.20（1人）   | 01着 | R1:49.9（37.3）   | -0.0 | 0木村健   | 57        | （ドクターラオウ）     | 491         |
| 0000.12.28 | 園田   | 兵庫ゴールドT      | JpnIII | ダ1400m（良） | 11    | 8     | 11    | 005.70（3人）   | 03着 | R1:27.7（38.3）   | -0.4 | 0木村健   | 54        | スーニ                 | 499         |
| 2012.02.08 | 佐賀   | 佐賀記念           | JpnIII | ダ2000m（不） | 11    | 6     | 7     | 002.20（1人）   | 05着 | R2:06.0（37.6）   | -0.3 | 0木村健   | 55        | ピイラニハイウェイ     | 489         |
| 0000.05.04 | 園田   | 兵庫大賞典         | 重賞   | ダ1870m（稍） | 8     | 8     | 8     | 001.40（1人）   | 01着 | R2:01.9（37.7）   | -0.5 | 0木村健   | 56        | （パーフェクトラン）   | 503         |
| 0000.06.27 | 大井   | 帝王賞             | JpnI   | ダ2000m（良） | 13    | 1     | 1     | 037.80（8人）   | 10着 | R2:05.9（39.0）   | -2.9 | 0木村健   | 57        | ゴルトブリッツ         | 498         |
| 0000.09.13 | 園田   | 福崎サルビア特別   | A1A2   | ダ1400m（良） | 11    | 5     | 5     | 001.10（1人）   | 01着 | R1:28.8（38.8）   | -1.5 | 0木村健   | 58        | （ブライトフェース）   | 519         |
| 0000.10.03 | 大井   | 東京盃             | JpnII  | ダ1200m（稍） | 16    | 3     | 5     | 041.90（7人）   | 07着 | R1:12.2（37.4）   | -1.0 | 0木村健   | 56        | ラブミーチャン         | 505         |
| 0000.11.05 | 川崎   | JBCスプリント      | JpnI   | ダ1400m（良） | 11    | 2     | 2     | 055.00（7人）   | 06着 | R1:28.6（40.3）   | -2.0 | 0木村健   | 57        | タイセイレジェンド     | 503         |
| 0000.12.06 | 園田   | 園田金盃           | 重賞   | ダ1870m（稍） | 9     | 5     | 5     | 001.10（1人）   | 02着 | R2:02.7（39.7）   | -0.1 | 0木村健   | 56        | ニシノイーグル         | 508         |
| 0000.12.26 | 園田   | 兵庫ゴールドT      | JpnIII | ダ1400m（稍） | 12    | 7     | 10    | 009.70（5人）   | 03着 | R1:27.2（37.5）   | -0.8 | 0木村健   | 54        | ティアップワイルド     | 509         |
| 2013.10.25 | 園田   | A1                 |        | ダ1700m（不） | 6     | 5     | 5     | 001.40（1人）   | 01着 | R1:47.8（37.1）   | -0.4 | 0下原理   | 57        | （パーフェクトラン）   | 510         |
| 0000.12.05 | 園田   | 園田金盃           | 重賞   | ダ1870m（良） | 12    | 8     | 11    | 001.50（1人）   | 01着 | R2:00.7（38.9）   | -0.4 | 0下原理   | 56        | （ホクセツサンデー）   | 509         |
| 2014.01.03 | 川崎   | 報知オールスターC  | SIII   | ダ2100m（良） | 14    | 4     | 6     | 003.30（1人）   | 01着 | R2:16.9（39.3）   | -0.0 | 0張田京   | 56        | （アウトジェネラル）   | 505         |
| 0000.02.13 | 佐賀   | 佐賀記念           | JpnIII | ダ2000m（稍） | 12    | 8     | 11    | 012.50（5人）   | 04着 | R2:10.2（40.1）   | -0.8 | 0下原理   | 56        | ランフォルセ           | 503         |
| 0000.03.26 | 名古屋 | 名古屋大賞典       | JpnIII | ダ1900m（不） | 12    | 1     | 1     | 015.30（5人）   | 05着 | R2:03.6（39.5）   | -1.7 | 0下原理   | 54        | ダノンカモン           | 512         |
| 0000.05.05 | 園田   | 兵庫大賞典         | 重賞   | ダ1870m（稍） | 12    | 6     | 8     | 001.10（1人）   | 01着 | R2:00.8（37.3）   | -0.4 | 0下原理   | 56        | （ハルイチバン）       | 508         |
| 0000.06.25 | 大井   | 帝王賞             | JpnI   | ダ2000m（不） | 11    | 1     | 1     | 082.60（7人）   |      | 競走中止          |      | 0下原理   | 57        | ワンダーアキュート     | 497         |

## エピソード
橋本忠男厩舎時代に担当していた橋本忠明調教師補佐はその後、調教師となり、「オオエライジンみたいな馬を調教師として手掛けたい」と語っていた。調教師デビュー後、ジンギやエイシンニシパらの看板ホースを抱える名伯楽に成長した。

## 血統表
| オオエライジンの血統        | オオエライジンの血統                               | オオエライジンの血統                               | （血統表の出典）                                   | （血統表の出典） |
| 父系                        | リファール系                                       | リファール系                                       | リファール系                                       | [ § 2 ]          |
| 父 キングヘイロー 1995 鹿毛 | 父の父*ダンシングブレーヴ Dancing Brave 1983 鹿毛  | Lyphard                                            | Northern Dancer                                    | Northern Dancer  |
| 父 キングヘイロー 1995 鹿毛 | 父の父*ダンシングブレーヴ Dancing Brave 1983 鹿毛  | Lyphard                                            | Goofed                                             |                  |
| 父 キングヘイロー 1995 鹿毛 | 父の父*ダンシングブレーヴ Dancing Brave 1983 鹿毛  | Navajo Princess                                    | Drone                                              | Drone            |
| 父 キングヘイロー 1995 鹿毛 | 父の父*ダンシングブレーヴ Dancing Brave 1983 鹿毛  | Navajo Princess                                    | Olmec                                              |                  |
| 父 キングヘイロー 1995 鹿毛 | 父の母*グッバイヘイロー Goobye Halo 1985 栗毛      | Halo                                               | Hail to Reason                                     | Hail to Reason   |
| 父 キングヘイロー 1995 鹿毛 | 父の母*グッバイヘイロー Goobye Halo 1985 栗毛      | Halo                                               | Cosmah                                             |                  |
| 父 キングヘイロー 1995 鹿毛 | 父の母*グッバイヘイロー Goobye Halo 1985 栗毛      | Pound Foolish                                      | Sir Ivor                                           | Sir Ivor         |
| 父 キングヘイロー 1995 鹿毛 | 父の母*グッバイヘイロー Goobye Halo 1985 栗毛      | Pound Foolish                                      | Squander                                           |                  |
| 母 フシミアイドル 2002 鹿毛 | 母の父*リンドシェーバー 1988 鹿毛                  | Alydar                                             | Raise a Native                                     | Raise a Native   |
| 母 フシミアイドル 2002 鹿毛 | 母の父*リンドシェーバー 1988 鹿毛                  | Alydar                                             | Sweet Tooth                                        |                  |
| 母 フシミアイドル 2002 鹿毛 | 母の父*リンドシェーバー 1988 鹿毛                  | *ベーシイド                                        | Cool Moon                                          | Cool Moon        |
| 母 フシミアイドル 2002 鹿毛 | 母の父*リンドシェーバー 1988 鹿毛                  | *ベーシイド                                        | Polondra                                           |                  |
| 母 フシミアイドル 2002 鹿毛 | 母の母フシミラツキー 1985 黒鹿毛                   | *ブレイヴェストローマン                            | Never Bend                                         | Never Bend       |
| 母 フシミアイドル 2002 鹿毛 | 母の母フシミラツキー 1985 黒鹿毛                   | *ブレイヴェストローマン                            | Roman Song                                         |                  |
| 母 フシミアイドル 2002 鹿毛 | 母の母フシミラツキー 1985 黒鹿毛                   | フイメール                                         | *フォルティノ                                      | *フォルティノ    |
| 母 フシミアイドル 2002 鹿毛 | 母の母フシミラツキー 1985 黒鹿毛                   | フイメール                                         | ヨドフジ                                           |                  |
| 母系(F-No.)                 | アストニシメント(GB) 系(FN:7-c)                    | アストニシメント(GB) 系(FN:7-c)                    | アストニシメント(GB) 系(FN:7-c)                    | [ § 3 ]          |
| 5代内の近親交配             | Nearctic 5 × 5 = 6.25％ Sir Gaylord 5 × 5 = 6.25％ | Nearctic 5 × 5 = 6.25％ Sir Gaylord 5 × 5 = 6.25％ | Nearctic 5 × 5 = 6.25％ Sir Gaylord 5 × 5 = 6.25％ | [ § 4 ]          |
| 出典                        | 1. 2. 3. 4.                                        | 1. 2. 3. 4.                                        | 1. 2. 3. 4.                                        | 1. 2. 3. 4.      |

母系を遡ると、8代母に牝馬で東京優駿を制したクリフジがいる。本馬の外見はクリフジそっくりであった。